# Pingüinii (întrunire moto)

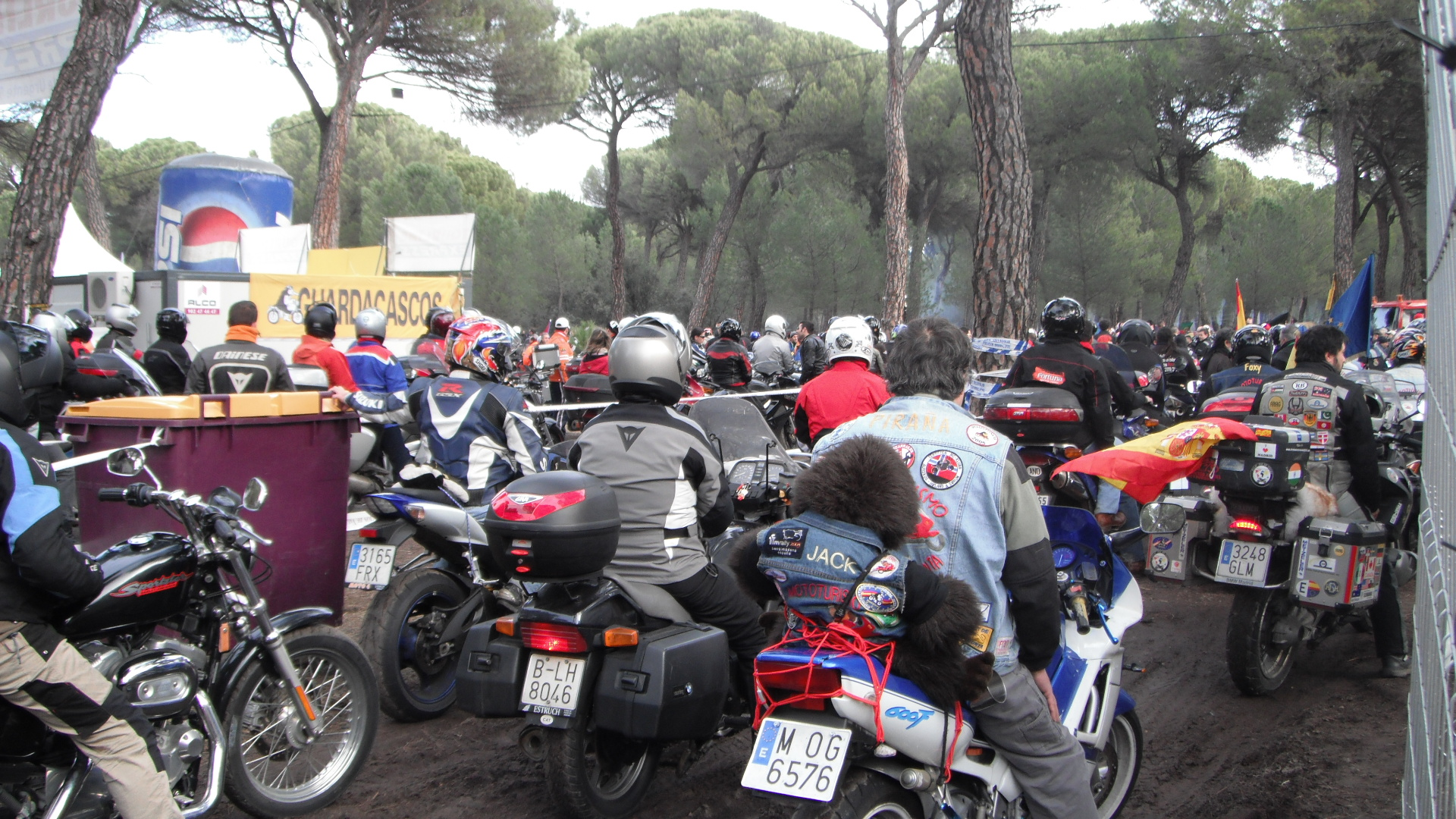
Parada drapelelor "Penguinii" 2011 în Valladolid - Spania.

Penguinii este o întrunire anuală a entuziaștilor de motocicletă din întreaga lume, ce se celebrează în al doua săptămână din luna lui ianuarie timp de trei zile, în Valladolid, regiune autonomă a Castilla și Leon, Spania.
Este întrunirea cea mai mare și cea mai importantă din lume, organizată de Clubul spaniol Turismoto.

Cu ani în urmă, orașele Herrera de Duero, Fuensaldana, Tordesillas, Boecillo și Simancas au găzduit întrunirile de motociclete. În 2008 a avut loc în Simancas, în timp ce la ediția din 2009 are loc în Puente Duero, în municipiul Valladolid.

## Evenimente
Întrunirea atrage după sine și câteva evenimente în Valladolid, cu spectacule în Parque del Campo Grande, precum și concerte din incinta tabăra.
Esența acestei întruniri este campingul pe un teritoriul căruia se poate face foc deschis.

## Ediții
Prima ediție a avut loc în martie 1982, și de atunci în fiecare an, în al doilea week-end din ianuarie:

| An   | Sediu                      | Participanți | Notițe                                                                    |
| ---- | -------------------------- | ------------ | ------------------------------------------------------------------------- |
| 1982 | Herrera de Duero           | 320          | Prima ediție de iarnă "Pingüinos".                                        |
| 1983 | Herrera de Duero           | 415          | Ploaie permanent.                                                         |
| 1984 | Herrera de Duero           | 380          | Îngheț permanent.                                                         |
| 1985 | Fuensaldaña                | 410          | La porțile Valladolidului.                                                |
| 1986 | Fuensaldaña                | 750          | Temperatura maximă –3 °C.                                                 |
| 1987 | Fuensaldaña                | 752          | Întrunire clasică de iarnă.                                               |
| 1988 | Tordesillas (Área 1)       | 1.160        | Premiera a zonei portughezilor.                                           |
| 1989 | Tordesillas (Área 1)       | 1.320        | Consolidare.                                                              |
| 1990 | Tordesillas (Área 2)       | 2.720        | Record Guiness moto în linie.                                             |
| 1991 | Tordesillas (Área 2)       | 4.040        | Medalia, a 10-a aniversare.                                               |
| 1992 | Tordesillas (Área 2)       | 7.243        | Pinguinii se multiplică.                                                  |
| 1993 | Tordesillas (Área 2)       | 12.418       | Ascendența spectaculară.                                                  |
| 1994 | Tordesillas (Área 2)       | 11.783       | Stabilitate de cei înscriși.                                              |
| 1995 | Tordesillas (Área 2)       | 14.072       | Se convocă două întruniri.                                                |
| 1996 | Tordesillas (Valdegalindo) | 15.120       | Noi instalații.                                                           |
| 1997 | Tordesillas (Valdegalindo) | 15.200       | Ceață permanentă.                                                         |
| 1998 | Tordesillas (Valdegalindo) | 15.820       | Record de înscrieri.                                                      |
| 1999 | Tordesillas (Valdegalindo) | 8.300        | Viscol.                                                                   |
| 2000 | Tordesillas (Valdegalindo) | 12.000       | Zăpadă vineri.                                                            |
| 2001 | Boecillo (Pinarón)         | 17.120       | Noua locație și record.                                                   |
| 2002 | Boecillo (Pinarón)         | 18.852       | Mai mulți pinguini decât oricând.                                         |
| 2003 | Boecillo (Pinarón)         | 17.953       | Alertă climatologică vineri.                                              |
| 2004 | Boecillo (Pinarón)         | 20.117       | Vremea bună aduce nou record.                                             |
| 2005 | Boecillo (Pinarón)         | 21.333       | Îngheț permanent în Valladolid                                            |
| 2006 | Boecillo (Pinarón)         | 26.106       | A 25-a aniversare. Juan Carlos de Borbón numit «Pingüino de Oro».         |
| 2007 | Boecillo (Pinarón)         | 27.141       | Vreme plăcută, Lorenzo și Bautista numiți «Pingüinos de Oro» la reuniune. |
| 2008 | Simancas                   | 29.812       | Noul loc de întâlnire și nou record.                                      |
| 2009 | Puente Duero               | 18.314       | Noi sediul în orașul Valladolid, lângă râul Duero.                        |
| 2010 | Puente Duero               | 22.316       |                                                                           |
| 2011 | Puente Duero               | 25.076       |                                                                           |
| 2012 | Puente Duero               | 26.715       |                                                                           |
| 2013 | Puente Duero               | 25.964       | Sfârșit de sãptãmânã cu ploaie.                                           |
| 2014 | Puente Duero               | 27.456       | Ultima întâlnire în acest loc, vreme frumoasă.                            |